# Dragomir Vukobratović
Dragomir Vukobratović, cyr. Дpaгомиp Bукoбpaтовић (ur. 12 maja 1988 w Karlovacu) – serbski piłkarz chorwackiego pochodzenia występujący na pozycji pomocnika.

## Życiorys
Jest wychowankiem klubu FK Vojvodina. W 2006 roku dołączył do kadry pierwszego zespołu. Od stycznia do czerwca 2008 roku przebywał na wypożyczeniu w Voždovacu Belgrad. W lipcu tego samego roku odszedł z Vojvodiny, a jego nowym pracodawcą stała się Crvena zvezda. W sezonie 2008/2009 zaliczył dwa ligowe występy. W 2010 roku został piłkarzem FK Inđija. Równocześnie został wypożyczony na pół roku do bośniackiego Boracu Banja Luka.